# Gossina
Gossina ist sowohl eine Gemeinde (französisch commune rurale) als auch ein dasselbe Gebiet umfassendes Departement im westafrikanischen Staat Burkina Faso, in der Region Boucle du Mouhoun und der Provinz Nayala. Die Gemeinde hat in 16 Dörfern 18.499 Einwohner.